# Germanicus halála
A Germanicus halála Nicolas Poussin festménye, amely a Minneapolis Institute of Art gyűjteményének része.
Poussin festménye Germanicus Iulius Caesar haldoklását ábrázolja. A római hadvezért Tiberius római császár megmérgeztette. A haldokló Germanicus arra kérte barátait, hogy bosszulják meg a gyilkosságot, feleségét pedig arra bíztatta, hogy viselje bátran a megpróbáltatásokat.
A Germanicus halála az európai festészet egyik fontos alkotása, amely a sztoikus hősiesség ábrázolásán keresztül közvetíti az erkölcsi tanulságot. Ez a kép volt Poussin első nagyobb történelmi festménye, amelynek ábrázolásmódja később számtalan, haldoklást ábrázoló képen visszaköszönt. A mű számos erőteljes emberi helyzetet és érzést ötvöz: halált, szenvedést, igazságtalanságot, gyászt, lojalitást és bosszút. Poussin nemcsak a tárgyat, a formát is a római korból merítette. A kompozíció figurái úgy csoportosulnak, mint a szarkofágok alakjai. Poussin élete jelentős részét Rómában töltötte, ahol kialakította stílusát, amelyere a francia és az itáliai művészet egyaránt hatással volt.
A festményt a műgyűjtő, mecénás Francesco Barberini bíboros rendelte meg az alkotótól. A Germanicus halála 1958-ig a Barberini család birtokában maradt, ekkor vásárolta meg a Minneapolis Institute of Art.